# Pidhirci vár
A pidhirci vár (ukránul: Підгорецький замок) Ukrajnában, a Lvivi területi Pidhirci faluban, Lvivtől mintegy 80 km-re keletre található vár.
A várat Guillaume Le Vasseur de Beauplan építtette, Stanisław Koniecpolski megrendelésére 1635 és 1640 között. Az épület a lengyel korona tulajdonában volt és a Lengyel-Litván Unió keleti határvidékének egyik legtöbbre értékelt palota-kert komplexumának tartották. Ma a Lvivi Nemzeti Művészeti Galéria tulajdonában van.

## Megjelenése

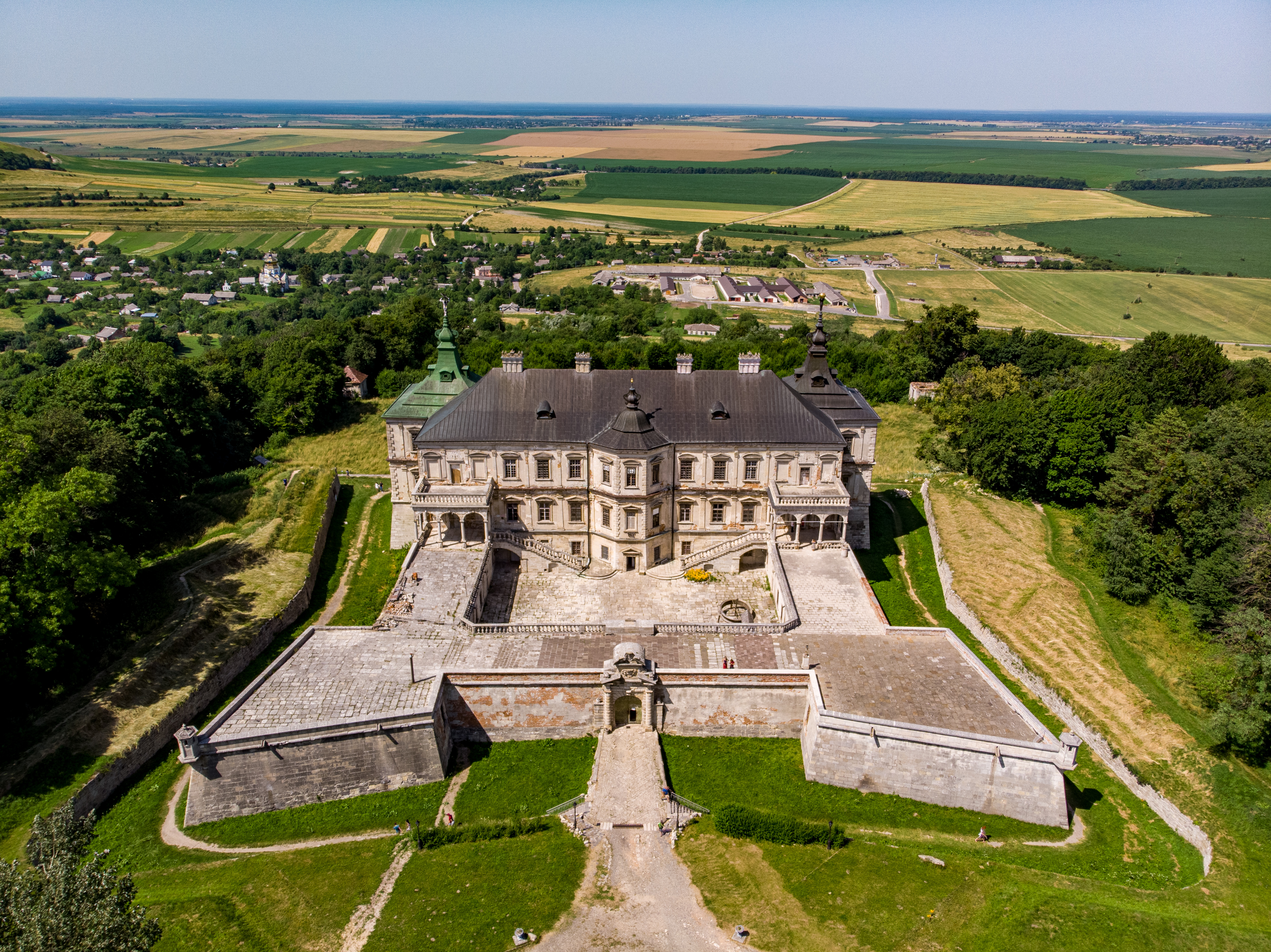
Madártávlatból

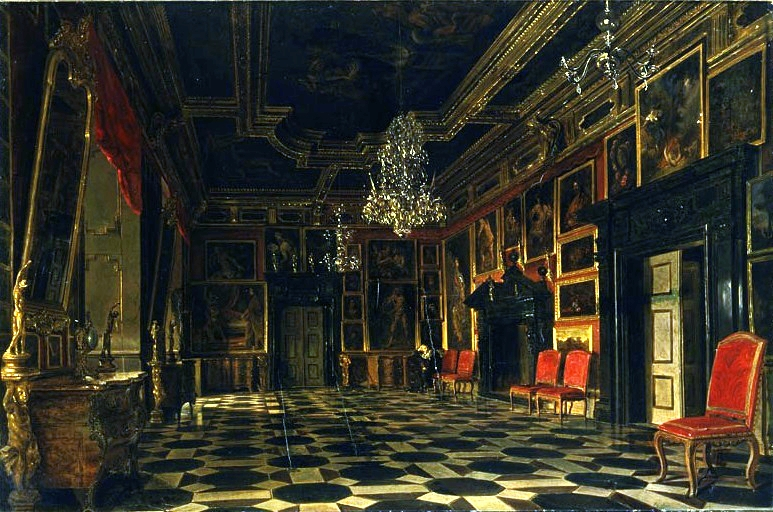
A Skarlát szoba (Aleksander Gryglewski képe, 1871)

A kőből és téglából emelt épület jellegzetes palazzo in fortezza stílusban épült. A Voronyaki-dombság északi részén található 399 m magasságban és a Sztir folyó fölé magasodva már messziről is jól látható. A 17. században szőlők és itáliai stílusú parterre kertek vették körül. Az itt termelt bort Jakub Sobieski és Andrzej Morsztyn is megénekelte. A belső palotát várárok és bástyákkal megerősített várfal védi. A bástyákra telepített ágyúk közül néhány a mai napig megmaradt. A vár alaprajza mintegy 100 m élhosszúságú négyzetet formáz, belső részét a háromszintes palota foglalja el.
A palota nyugati szárnyát a vendégeknek tartották fenn, míg a keletiben lakott a tulajdonos a szolgákkal. A kapu fölötti márványtábálán latin felirat látható: "A katonai erőfeszítés koronája a győzelem, a győzelemé a diadal, a diadalé a pihenés." A várhoz tartozott egy ménes, egy állatsereglet, egy méhes, pisztrángos tó és egy malom is.
A palota fénykora Jakub Ludwik Sobieski (Sobieski János király fia, 1667–1737) idejére tehető, aki gazdagon berendezte, könyvtárat és kápolnát létesített benne és gondoskodott a körülötte lévő kertekről és parkokról is. Volt benne lengyel huszárvértekkel és fegyverekkel ellátott lovagterem, valamint Skarlát szoba, Kínai szoba, Tükörszoba, Sárga szoba, Zöld szoba (ebben Szymon Czechowicz 106 festményét állították ki) elnevezésű lakosztályok.
A tapéta borította falakat mintegy 200 festménnyel díszítették; a padló márványból készült. Minden lakosztályt külön márványkandallóval fűtöttek. A berendezés egy része Stanisław Koniecpolski törököktől és tatároktól szerzett hadizsákmányából származott, főleg a perzsaszőnyegek. A könyvtárban tartották a Koniecpolski és Rzewuski családok levéltárát.

## Története

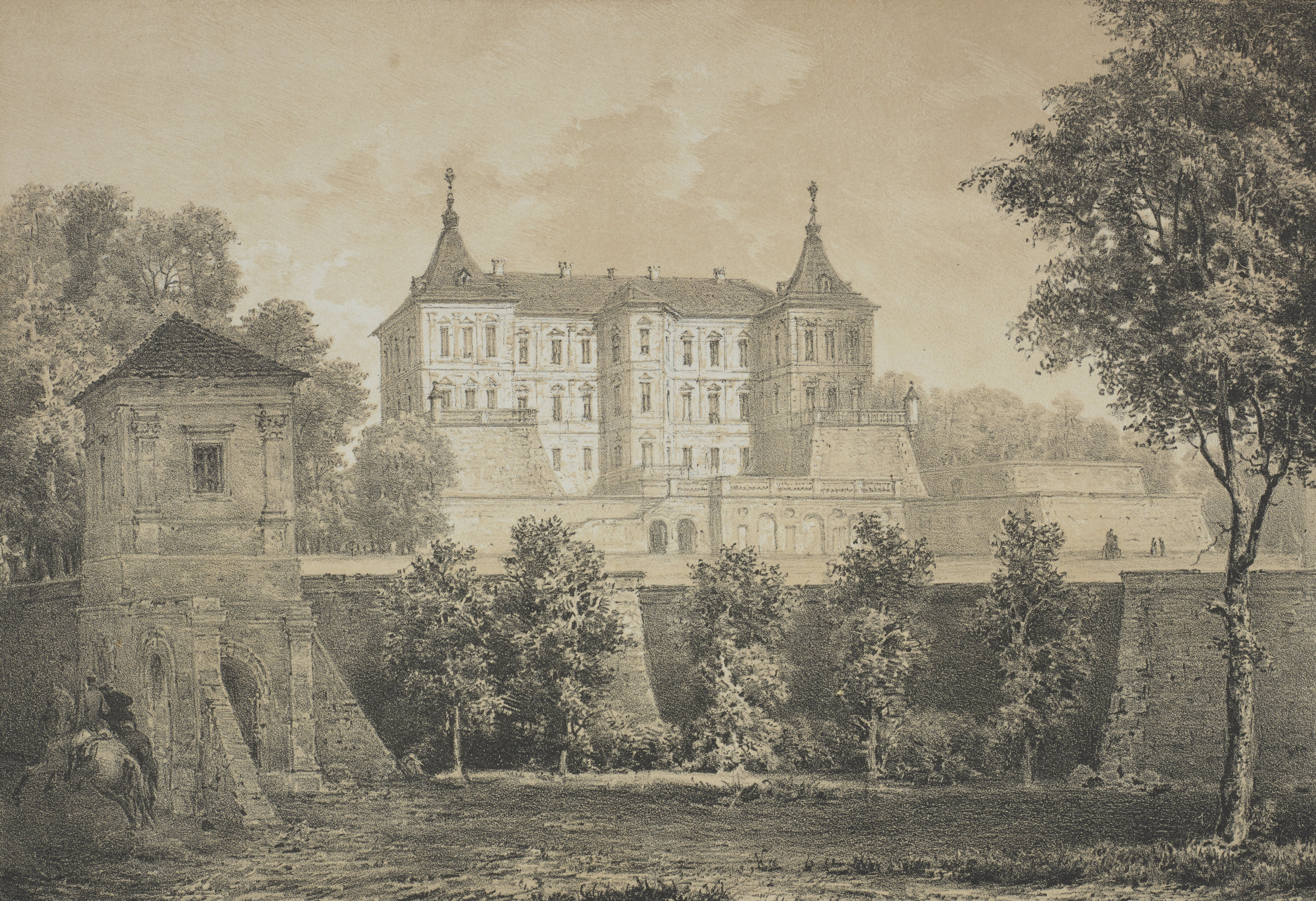
A pidhirci vár (Napoleon Orda litográfiája)

Az építményt valószínűleg az olasz Andrea del Aqua tervezte, aki a közeli Brodi várának terveit is elkészítette Koniecpolski hetman számára. A hetman emlékirataiban megírta, hogy szeretett volna egy kastélyt ahol nyugalomban kipihenheti fáradalmait; kívánsága azonban nem vált valóra. Az 1648-as Hmelnickij-felkelés idején a kozákok megrohamozták a várat, de nem tudták elfoglalni. Három nappal később visszatértek, de ismét kudarcot vallottak. Ezután Koniecpolski fia, Aleksander kijavíttatta az okozott kárt és az erődítéseket is megerősítette. Munkája jó szolgálatot tett, mert a 17. század második felében a tatárok és a törökök többször is betörtek a vidékre.
1682-ben Stanisław Koniecpolski, az eredeti építtető unokája Jakub Ludwik Sobieskira hagyta örökül a birtokot. Öt évvel később, amikor Jakub Sobieski visszatért a török háborúból, a várban szállásolta el apját, III. Sobieski János lengyel királyt és francia feleségét, Marie Casimire d'Arquient. Egyik udvaroncuk, François d'Aleyrac így írt az épületről: "ez a kastély kétségkívül a legszebb egész Lengyelországban és más országokban is egyedülállónak számítana."
1725-ben Jakub öccse, Konstanty Sobieski eladta a várat Stanislaw Rzewuski hetmannak, akitől fia Wacław (a kozeli oleszkói vár tulajdonosa) örökölte. Ő itt rendezte be állandó rezidenciáját, a két szint fölé egy harmadikat húzatott, templomot és színházat építtetett. Wacław Rzewuski rajongott Sobieski Jánosért. Megvásárolta kardját, amit a bécsi csatában viselt, az ottani zsákmányank egyes tárgyait, valamint egy márványasztalt, amin állítólag a leendő királyt megkeresztelték. Rzewuskit 1767-ben Varsóban az oroszok letartóztatták és Kalugába száműzték, ahonnan soha nem tért vissza. Lengyelország 1772-es felosztását követően a régió Ausztriához került, de a vár a Rzewuski család birtokában maradt; bár a berendezést megrongálták Wacław orosz fogsága idején és az osztrák vagyonkezelők elárverezték a műgyűjtemény egyes darabjait.
Itt született a híres költő, Juliusz Słowacki apja, Euzebiusz Słowacki. A kastélyt I. Ferenc József császár is meglátogatta. 1869-ben kihalt a Rzewuski család és utolsó tagja Wladyslaw Sanguszko hercegre hagyta a birtokot.

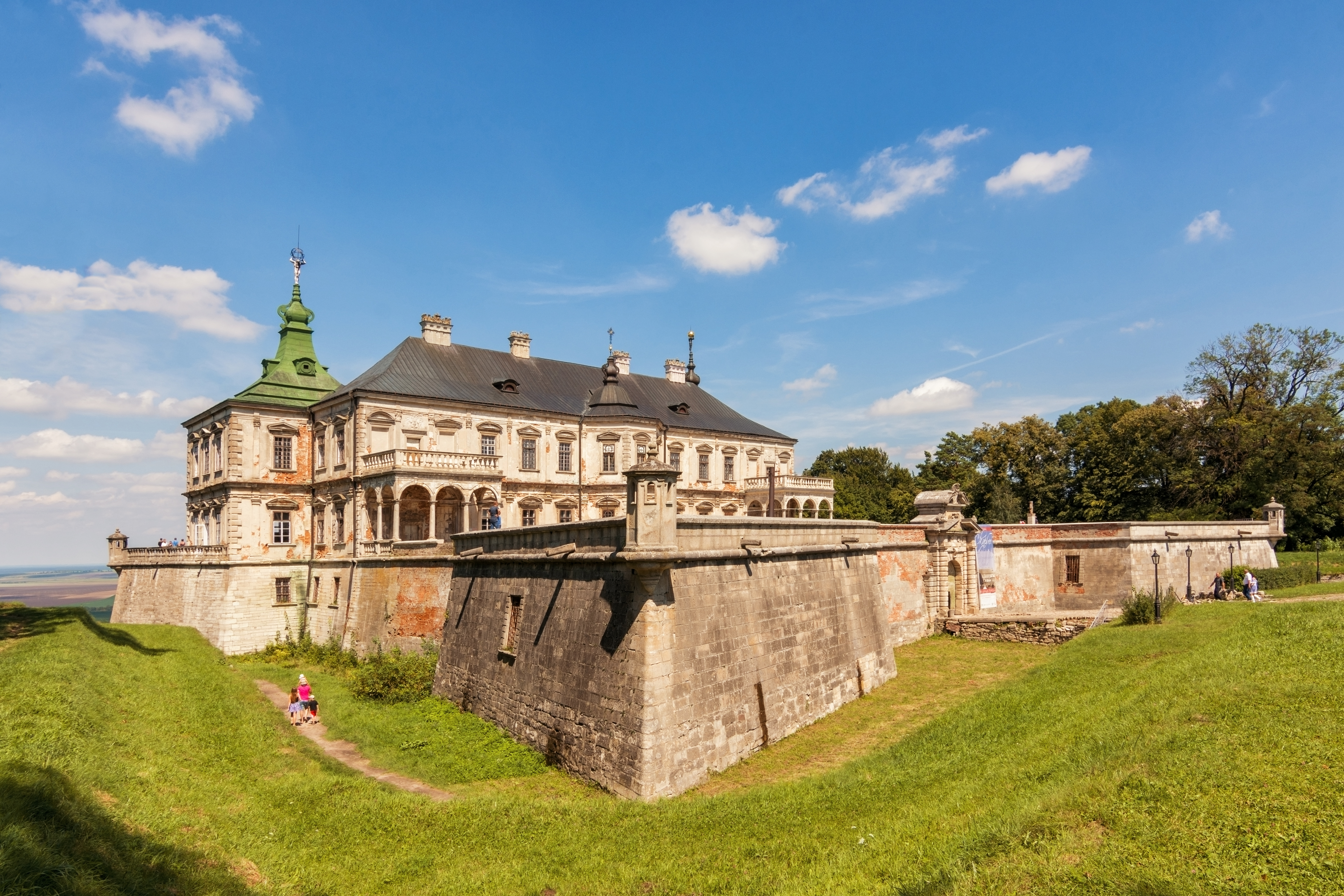
A vár

Az első világháború során az oroszok megszállták a várat és elrabolták legértékesebb berendezési tárgyait. 1915 nyarán az 5. osztrák-magyar hadtest Pidhirciben rendezte be főhadiszállását. A Bruszilov-offenzíva során az oroszok ismét elfoglalták az épületet és teljesen elpusztították a berendezését. A lengyel-szovjet háborúban az épület ismét megsérült; ezt követően Lengyelországhoz tartozott, tulajdonosa Roman Sanguszko herceg volt.
A második világháború kitörésekor a herceg előbb Romániába, majd Brazíliába menekült. A háború után a régió a Szovjetunióhoz került és a hatóságok tüdőszanatóriumot rendeztek be benne.
1956 februárjában a palota szinte teljesen leégett. A tűz három hétig égett és a falakon kívül mindent elpusztított. A várban több filmet is forgattak, pl. az 1974-es lengyel Özönviz-et.
Ukrajna függetlenné válása után a palotát restaurálni akarták, hogy elnöki rezindeciává alakítsák, de erre végül nem került sor. 1997-ben a Lvivi Nemzeti Művészeti Galéria vásárolta meg, amely múzeumot rendezett be az épületben.

## Fordítás
- Ez a szócikk részben vagy egészben  a   Pidhirtsi Castle című angol Wikipédia-szócikk ezen változatának fordításán alapul.  Az eredeti cikk szerkesztőit annak laptörténete sorolja fel. Ez a jelzés csupán a megfogalmazás eredetét és a szerzői jogokat jelzi, nem szolgál a cikkben szereplő információk forrásmegjelöléseként.